# Blue-plate special
La denominación blue-plate special (denominado también como blue plate special - en español: plato azul especial) es una terminología empleada en algunos restaurantes de Estados Unidos, especialmente en diners y cafés. Se refiere a platos de bajo precio incluidos en los menús. Se trata de un tipo de plato denominado así desde 1875 cuando Fred Harvey Company ofrecía sus "Blue plate specials", servidos en platos de color azul compartimentados en tres partes: patatas, verduras y carnes (o pescado).

## Historia
La denominación blue plate proviene del color de los platos en los que servían las raciones a comienzos del siglo XX, durante el periodo de crisis económica denominado: Gran Depresión. Por regla general eran platos compartimentados en los que se ponían las guarniciones separadas en tres o más compartimentos. Este concepto evolucionó en los años cincuenta a los denominados platos precocinados. La expresión acabó en la cultura popular con la misma denominación, a pesar de no continuar elaborándose con color azul, con ello se indicaba a aquellos platos de ejecución simple y bajo coste.